# Gramazie
Gramazie település Franciaországban, Aude megyében. Lakosainak száma 128 fő (2022. január 1.). Gramazie Belvèze-du-Razès, Cailhau, Ferran és Mazerolles-du-Razès községekkel határos.

## Népesség
A település népessége az elmúlt években az alábbi módon változott:
| Lakosok száma | 84   | 59   | 89   | 94   | 106  | 113  | 117  | 124  | 125  | 128  |
|               | 1968 | 1982 | 1990 | 2006 | 2013 | 2015 | 2017 | 2019 | 2020 | 2022 |